# Değirmenyanı, Edirne
Değirmenyeni là một xã thuộc thành phố Edirne, tỉnh Edirne, Thổ Nhĩ Kỳ. Dân số thời điểm năm 2011 là 452 người.